# Ophiacantha renekoehleri
Ophiacantha renekoehleri är en ormstjärneart som beskrevs av Colonel O'Hara och Sabine Stöhr 2006.
Ophiacantha renekoehleri ingår i släktet Ophiacantha och familjen knotterormstjärnor. Inga underarter finns listade i Catalogue of Life.